# Yesilyurt Tennis Cup 2011
Lo Yesilyurt Tennis Cup 2011 è stato un torneo professionistico di tennis femminile giocato sul cemento. È stata la 1ª edizione del torneo, che fa parte dell'ITF Women's Circuit nell'ambito dell'ITF Women's Circuit 2011. Si è giocato a Samsun in Turchia dal 18 al 24 luglio 2011.

## Partecipanti

### Teste di serie
| Nazionalità | Giocatrice             | Ranking* | Testa di serie |
| ----------- | ---------------------- | -------- | -------------- |
| Turchia     | Çağla Büyükakçay       | 219      | 1              |
| Polonia     | Marta Domachowska      | 230      | 2              |
| Bulgaria    | Dia Evtimova           | 239      | 3              |
| Slovenia    | Tadeja Majerič         | 270      | 4              |
| Romania     | Mihaela Buzărnescu     | 275      | 5              |
| Turchia     | Pemra Özgen            | 319      | 6              |
| Marocco     | Nadia Lalami           | 385      | 7              |
| Bulgaria    | Aleksandrina Najdenova | 412      | 8              |

- Ranking all'11 luglio 2011.

### Altre partecipanti
Giocatrici che hanno ricevuto una wild card:
- Cemre Anıl
- Hülya Esen
- Lütfiye Esen
- İpek Soylu

Giocatrici che sono passate dalle qualificazioni:
- Ana Maria Crişan (ritiro)
- Maya Gaverova
- Natia Gegia
- Ivana Klepić
- Sabina Kurbanova
- Katja Milas
- Anette Munozova
- Evgeniya Svintsova
- Sofiya Chekunova (lucky loser)
- Diana Marcu (lucky loser)

## Campionesse

### Singolare
Julija Putinceva ha battuto in finale  Marta Domachowska con il punteggio di 7–6(6), 6–2

### Doppio
Mihaela Buzărnescu /  Tadeja Majerič hanno battuto in finale  Çağla Büyükakçay /  Pemra Özgen con il punteggio di 6–1, 6–4